# Dežerice
Dežerice és un poble i municipi d'Eslovàquia que es troba a la regió de Trenčín. La primera menció escrita de la vila es remunta al 1208.

## Demografia
| Godina             | 1994 | 2004   | 2014    | 2024    |
| ------------------ | ---- | ------ | ------- | ------- |
| Nombre de persones | 573  | 613    | 763     | 1150    |
| Diferència         |      | +6,98% | +24,46% | +50,72% |

| Godina             | 2023 | 2024   |
| ------------------ | ---- | ------ |
| Nombre de persones | 1137 | 1150   |
| Diferència         |      | +1,14% |